# مكاك مدرع الساق
مكاك مدرع الساق (الاسم العلمي: Macaca ochreata) (بالإنجليزية: booted macaque)‏ هو نوع من الحيوانات يتبع جنس السعدان المكاك من فصيلة سعادين العالم القديم.